# Santo y Seña
Santo y Seña, a veces estilizado como Santo & Seña fue un programa de televisión uruguayo de periodismo de investigación y actualidad, emitido por Canal 4 entre 2012 y 2024. Presentado por Ignacio Álvarez, el programa realiza reportajes y debates.

## Historia
Santo y Seña fue estrenado el 25 de abril de 2012. Contaba con la conducción de Ignacio Álvarez, junto a los periodistas César Bianchi y Patricia Madrid como panelistas, y a Gustaf van Perinostein que interpretaba el personaje cómico de “Abeijón”. Con ciertas similitudes al programa Zona Urbana, conducido por Álvarez entre 2003 y 2006, contaba con diferentes segmentos, de investigación periodística sobre temas de actualidad, incluyendo cámaras ocultas, de humor, de entrevistas y de columnas políticas.
En julio de 2014 Madrid anunció su salida del programa. Días después de anunció que la periodista Catalia Weiss tomaría su lugar. Sin embargo, en abril de 2015 abandonó el programa para dedicarse a la maternidad. Asimismo, comienza a aparecer al aire Patricia Martín, quien desde años anteriores se desempeñaba como asistente de producción y productora general.
En 2015 se sumó Alejandro Amaral. En 2017, tras la salida de Bianchi y Romanoff se incorporaron los periodistas Ana Matyszcyk y Pablo Fernández, que se encargaba de cubrir la información de la Presidencia de la República para el periódico El País de Montevideo. Asimismo, el comediante Federico García tomó el lugar de Gustaf como cómico del programa. A inicios de 2018 antes del estreno de la séptima temporada, Matyszcyz anunció su salida del ciclo.
A partir de la novena temporada, en 2020, el programa giró hacia una tendencia de late night show, con un cambio en la escenografía, así como en el día y horario, puesto que comenzó a emitirse los domingos a las 20:30. Asimismo, se anunció la incorporación al panel del periodista Leonardo Pereyra, y de la modelo y comunicadora venezolana María Alejandra Jaimes como columnista y cronista, en su debut en la televisión uruguaya; el cantante Nacho Obes tomó el puesto como encargado de las presentaciones musicales. En febrero de 2021 de confirmó que Jaimes no formaría parte de la nueva temporada del programa. A inicios de 2022, Obes anunció a través de sus redes sociales, que no seguiría formando parte del programa.
El 13 de diciembre de 2024, la cadena anunció que el programa dejaría de emitirse en 2025 por «motivos estratégicos y de programación» y para priorizar «contenidos de entretenimiento». Asimismo, se confirmó que no se emitiría el que hubiera sido el último episodio del año el día 15.

## Equipo

### Conducción
- Ignacio Álvarez (2012-2024)

### Panel de periodistas
- Patricia Martín (2014-2024)
- Alejandro Amaral (2015-2024)
- Pablo Fernández (2017-2024)
- Leonardo Pereyra (2020-2024)
- Bernardo Wolloch (2021-2024)

- Patricia Madrid (2012-2014)
- César Bianchi (2012-2016)
- Catalina Weiss (2014-2015)
- Claudio Romanoff (2014-2016)
- Ana Matyszcyk (2017)
- Fernanda Kosak (2018-2019)
- María Alejandra Jaimes (2020)

### Segmentos de humor
- Gustaf van Perinostein (2012-2016)
- Gastón “Rusito” González (2020)

### Espacio musical
- Nacho Obes (2020-2021)
- Carolina Delsur (2022-2024)

## Temporadas
| Temporada     | Comienzo            | Final                   | Ref.     |
| ------------- | ------------------- | ----------------------- | -------- |
| Primera       | 25 de abril de 2012 |                         |          |
| Segunda       |                     |                         |          |
| Tercera       | 2 de abril de 2014  |                         |          |
| Cuarta        | 8 de abril de 2015  | 23 de diciembre de 2015 | [18]     |
| Quinta        | 6 de abril de 2016  | 21 de diciembre de 2016 | [19][20] |
| Sexta         | 19 de abril de 2017 | 20 de diciembre de 2017 | [21][22] |
| Séptima       | 11 de abril de 2018 | 12 de diciembre de 2018 | [23]     |
| Octava        | 15 de mayo de 2019  | 18 de diciembre de 2019 | [24][25] |
| Novena        | 17 de mayo de 2020  | 20 de diciembre de 2020 | [26]     |
| Décima        | 14 de marzo de 2021 | 19 de diciembre de 2021 | [27]     |
| Undécima      | 6 de marzo de 2022  | 18 de diciembre de 2022 |          |
| Duodécima     | 5 de marzo de 2023  | 17 de diciembre de 2023 | [28]     |
| Decimotercera | 10 de marzo de 2024 | 8 de diciembre de 2024  | [29][30] |

## Premios y nominaciones
| Año  | Premios      | Categoría                  | Trabajo nominado       | Resultado | Ref.     |
| ---- | ------------ | -------------------------- | ---------------------- | --------- | -------- |
| 2013 | Premios Iris | Periodístico de televisión | Santo y seña           | Ganador   | [31][32] |
| 2013 | Premios Iris | Conducción masculina       | Ignacio Álvarez        | Nominado  | [31][32] |
| 2013 | Premios Iris | Revelación en TV           | César Bianchi          | Nominado  | [31][32] |
| 2013 | Premios Iris | Labor humorística          | Gustaf van Perinostein | Ganador   | [31][32] |
| 2014 | Premios Iris | Periodístico de televisión | Santo y seña           | Ganador   | [33][34] |
| 2014 | Premios Iris | Conducción masculina       | Ignacio Álvarez        | Nominado  | [33][34] |
| 2014 | Premios Iris | Labor humorística          | Gustaf van Perinostein | Nominado  | [33][34] |
| 2016 | Premios Iris | Periodístico de televisión | Santo y seña           | Ganador   | [35][36] |
| 2016 | Premios Iris | Conducción masculina       | Ignacio Álvarez        | Nominado  | [35][36] |
| 2016 | Premios Iris | Labor humorística          | Gustaf van Perinostein | Nominado  | [35][36] |
| 2017 | Premios Iris | Periodístico de televisión | Santo y seña           | Ganador   | [37][38] |
| 2017 | Premios Iris | Conducción masculina       | Ignacio Álvarez        | Nominado  | [37][38] |
| 2018 | Premios Iris | Periodístico de televisión | Santo y seña           | Nominado  | [39][40] |
| 2018 | Premios Iris | Conducción masculina       | Ignacio Álvarez        | Nominado  | [39][40] |